# Matidia viridissima
Matidia viridissima är en spindelart som beskrevs av Embrik Strand 1911. Matidia viridissima ingår i släktet Matidia och familjen säckspindlar. Inga underarter finns listade i Catalogue of Life.